# 팀 보거트
존 부리스 보거트 3세(John Voorhis Bogert III, 1944년 8월 27일 ~ 2021년 1월 13일)는 팀 보거트(Tim Bogert)라는 예명으로 활동하고 있는 미국의 음악가, 베이시스트이다.